# Shen Jingsi
Shen Jingsi (Zhangzhou, 3 maggio 1989) è una pallavolista cinese.
Gioca nel ruolo di palleggiatrice nel Bayi Shenzhen Nuzi Paiqiu Dui.

## Carriera
La carriera di Shen Jingsi inizia nel settore giovanile del Bayi Nuzi Paiqiu Dui, dove gioca dal 2002 al 2006; in questo periodo entra a far parte delle selezioni giovanili cinesi, vincendo la medaglia d'argento al campionato mondiale juniores 2007. Nella stagione 2006-07 viene promossa in prima squadra, facendo il esordio nella Volleyball League A cinese, classificandosi al quarto posto, per poi raggiungere la finale scudetto nella stagione successiva.
Dopo il quinto posto nel campionato 2008-09, riceve le prime chiamate nella nazionale cinese maggiore, vincendo la medaglia d'argento al campionato asiatico e oceaniano 2009. Nel campionato seguente si classifica nuovamente al terzo posto, ma è ancora con la nazionale che ottiene i risultati migliori, vincendo la medaglia d'oro alla Coppa asiatica 2010 ed ai XVI Giochi asiatici.
Nelle annate seguente si classifica costantemente a ridosso del podio nel campionato cinese; con la nazionale, invece, vince la medaglia d'argento al World Grand Prix 2013. Dopo aver giocato in prestito al Guangdong Hengda Nuzi Paiqiu Julebu per la sola Coppa del Mondo per club, dove viene peraltro premiata come miglior palleggiatrice, ritorna al Bayi Nuzi Paiqiu Dui nella stagione 2013-14, classificandosi al terzo posto in Volleyball League A; con la nazionale vince l'argento al campionato mondiale 2014. Nella stagione seguente si aggiudica lo scudetto, ricevendo anche il premio di miglior palleggiatrice del campionato; con la nazionale, nel 2015, vince la medaglia d'oro al campionato asiatico e oceaniano e alla Coppa del Mondo.

## Palmarès

### Club
- Campionato cinese: 1

2014-15

### Nazionale (competizioni minori)
- Campionato mondiale juniores 2007
- Montreux Volley Masters 2010
- Coppa asiatica 2010
- Giochi asiatici 2010

### Premi individuali
- 2013 - Coppa del Mondo per club: Miglior palleggiatrice
- 2015 - Volleyball League A cinese: Miglior palleggiatrice